# Pacific Nations Cup 2009
Der Pacific Nations Cup 2009 war die vierte Ausgabe des Rugby-Union-Turniers Pacific Nations Cup. Beteiligt waren die Nationalmannschaften von Fidschi, Japan, Samoa und Tonga sowie letztmals das neuseeländische Auswahlteam Junior All Blacks. Zwischen dem 12. Juni und dem 3. Juli 2009 fanden zehn Spiele statt, wobei jede Mannschaft je einmal gegen die vier anderen antrat. Acht der zehn Spiele wurden in Fidschi ausgetragen, je eines in Samoa und Tonga. Den Titel gewannen zum dritten Mal die Junior All Blacks.

## Tabelle
|    | Team              | Spiele | Siege | Unent. | Ndlg. | Spiel- punkte | Diff. | Bonus- punkte | Tabellen- punkte |
| -- | ----------------- | ------ | ----- | ------ | ----- | ------------- | ----- | ------------- | ---------------- |
| 1. | Junior All Blacks | 4      | 4     | 0      | 0     | 161:79        | + 82  | 3             | 19               |
| 2. | Fidschi           | 4      | 3     | 0      | 1     | 112:120       | − 8   | 2             | 14               |
| 3. | Samoa             | 4      | 2     | 0      | 2     | 91:64         | + 27  | 4             | 12               |
| 4. | Japan             | 4      | 1     | 0      | 3     | 96:145        | − 49  | 2             | 6                |
| 5. | Tonga             | 4      | 0     | 0      | 4     | 79:131        | − 52  | 1             | 1                |

Die Punkteverteilung war wie folgt:
- 4 Punkte bei einem Sieg
- 2 Punkte bei einem Unentschieden
- 0 Punkte bei einer Niederlage (vor möglichen Bonuspunkten)
- 1 Bonuspunkt bei vier Versuchen in einem Spiel
- 1 Bonuspunkt bei einer Niederlage mit weniger als sieben Punkten Unterschied

## Ergebnisse
| 12. Juni 2009 16:00 UTC−11 | Samoa                                                                                | 16 : 17        | Junior All Blacks                                                                          | Apia Park, Apia Schiedsrichter: Dave Pearson (England) |
| 12. Juni 2009 16:00 UTC−11 | Versuche: Williams 62. n.erh. Lauina 67. n.erh. Straftritte: Williams (2/2) 43., 46. | (0:14) Bericht | Versuche: Gear 23. erh. Dagg 27. erh. Erhöhungen: Slade (2/2) Straftritte: Slade (1/1) 10. | Apia Park, Apia Schiedsrichter: Dave Pearson (England) |

| 13. Juni 2009 12:00 UTC+13 | Tonga | 22 : 36         | Fidschi | Teufaiva Sport Stadium, Nukuʻalofa Schiedsrichter: Nathan Pearce (Australien) |
| 13. Juni 2009 12:00 UTC+13 | Versuche: Fatafehi 1. erh. Toke 43. n.erh. Lilo 53. erh. Erhöhungen: Halaifonua (2/3) Straftritte: Halaifonua (1/1) 31. | (10:19) Bericht | Versuche: Nagusa (2) 20. n.erh., 40. erh. Seuseu 37. erh. Koto 54. erh. Noilea 80.+1 erh. Erhöhungen: Rawaqa (4/5) Straftritte: Rawaqa (1/1) 73. | Teufaiva Sport Stadium, Nukuʻalofa Schiedsrichter: Nathan Pearce (Australien) |

| 18. Juni 2009 15:10 UTC+12 | Fidschi                                                                                    | 17 : 45        | Junior All Blacks | Churchill Park, Lautoka Schiedsrichter: Romain Poite (Frankreich) |
| 18. Juni 2009 15:10 UTC+12 | Versuche: Kenatale 17. erh. Matadigo 45. n.erh. Keresoni 74. n.erh. Erhöhungen: Tani (1/2) | (7:24) Bericht | Versuche: Gear (2) 7. n.erh., 80. erh. Donnelly 19. n.erh. Ellison 25. erh. Tuitavake 33. erh. Lowe 42. erh. Ranger 66. erh. Erhöhungen: Brett (4/6) Straftritte: Slade (1/1) 80. | Churchill Park, Lautoka Schiedsrichter: Romain Poite (Frankreich) |

| 18. Juni 2009 13:10 UTC+12 | Japan | 15 : 34        | Samoa | Lawaqa Park, Sigatoka Schiedsrichter: Nathan Pearce (Australien) |
| 18. Juni 2009 13:10 UTC+12 | Versuche: Tarrant 47. erh. Onozawa 50. n.erh. Erhöhungen: Nicholas (1/2) Straftritte: Nicholas (1/1) 26. | (3:15) Bericht | Versuche: Strafversuch 24. erh. Vaʻa 36. n.erh. Tagicakibau 52. erh. Schwalger 53. n.erh. Lauina 62. n.erh. Sititi 68. n.erh. Erhöhungen: Williams (2/5) | Lawaqa Park, Sigatoka Schiedsrichter: Nathan Pearce (Australien) |

| 23. Juni 2009 13:10 UTC+12 | Samoa | 27 : 13        | Tonga                                                                             | Churchill Park, Lautoka Schiedsrichter: Romain Poite (Frankreich) |
| 23. Juni 2009 13:10 UTC+12 | Versuche: Williams 6. n.erh. Stowers 39. n.erh. Tagicakibau 41. erh. Polu 55. erh. Erhöhungen: Anufe (2/4) Straftritte: Williams (1/1) 73. | (10:6) Bericht | Versuche: Kaufusi 62. erh. Erhöhungen: Hola (1/1) Straftritte: Hola (2/4) 1., 37. | Churchill Park, Lautoka Schiedsrichter: Romain Poite (Frankreich) |

| 23. Juni 2009 13:10 UTC+12 | Japan                                                                                | 21 : 52        | Junior All Blacks | Churchill Park, Lautoka Schiedsrichter: Jonathan Kaplan (Südafrika) |
| 23. Juni 2009 13:10 UTC+12 | Erhöhungen: Ōno 45. erh. Tarrant 57. erh. Taira 63. erh. Straftritte: Nicholas (3/3) | (0:40) Bericht | Versuche: Vito 11. erh., 33. erh. Slade 16. n.erh. Gear (2) 21. erh., 80.+4 erh. Clarke 23. erh. Lauaki 36. erh., 62. n.erh. Erhöhungen: Slade (5/6) Brett (1/2) | Churchill Park, Lautoka Schiedsrichter: Jonathan Kaplan (Südafrika) |

| 27. Juni 2009 12:10 UTC+12 | Tonga                                                   | 19 : 21 | Japan                                                                                   | Churchill Park, Lautoka Schiedsrichter: Romain Poite (Frankreich) |
| 27. Juni 2009 12:10 UTC+12 | Versuche: Vaka Maʻasi Halaifonua Erhöhungen: Hola (2/3) | Bericht | Versuche: Webb (2) Erhöhungen: Nicholas (1/2) Straftritte: Nicholas (1/1) Arlidge (2/2) | Churchill Park, Lautoka Schiedsrichter: Romain Poite (Frankreich) |

| 27. Juni 2009 15:10 UTC+12 | Samoa                                                | 14 : 19 | Fidschi                                                            | Churchill Park, Lautoka Schiedsrichter: Jonathan Kaplan (Südafrika) |
| 27. Juni 2009 15:10 UTC+12 | Versuche: Tauafao n.erh. Straftritte: Williams (3/3) | Bericht | Versuche: Goneva erh. Erhöhungen: Bai (1/1) Straftritte: Bai (4/4) | Churchill Park, Lautoka Schiedsrichter: Jonathan Kaplan (Südafrika) |

| 2. Juli 2009 15:10 UTC+12 | Tonga | 25 : 47         | Junior All Blacks | National Stadium, Suva Schiedsrichter: Dave Pearson (England) |
| 2. Juli 2009 15:10 UTC+12 | Versuche: Kauhenga 3. erh. Kaufusi 40.+ erh. Malupo 55. n.erh. Erhöhungen: Hola (2/3) Straftritte: Hola (2/2) 13., 25. | (20:12) Bericht | Versuche: Gear (3) 20. n.erh., 23. erh., 80.+5 erh. Ranger 48. erh. Lauaki 51. erh. Mathewson 72. erh. Fruean 75. erh. Erhöhungen: Brett (3/4) Slade (3/3) | National Stadium, Suva Schiedsrichter: Dave Pearson (England) |

| 3. Juli 2009 15:10 UTC+12 | Fidschi | 40 : 39         | Japan | Apia Park, Apia Schiedsrichter: Jonathan Kaplan (Südafrika) |
| 3. Juli 2009 15:10 UTC+12 | Versuche: Kenatale 21. erh. Goneva 40. erh. Ledua 76. erh. Talei 80.+3 erh. Erhöhungen: Bai (4/4) Straftritte: Bai (4/4) 11., 29., 51., 61. | (20:14) Bericht | Versuche: Taufa 6. erh. Tarrant 18. erh. Aoki 43. erh. Kikutani (2) 48. n.erh., 72. erh. Erhöhungen: Nicholas (4/5) Straftritte: Nicholas (2/4) 54., 80. | Apia Park, Apia Schiedsrichter: Jonathan Kaplan (Südafrika) |